# Scoriodyta
Scoriodyta é um gênero de mariposa pertencente à família Acrolophidae.